# Pseudonapomyza hungarica
Pseudonapomyza hungarica är en tvåvingeart som beskrevs av Spencer 1973. Pseudonapomyza hungarica ingår i släktet Pseudonapomyza och familjen minerarflugor. Inga underarter finns listade i Catalogue of Life.